# أديتيا ميهتا
أديتيا ميهتا (بالإنجليزية: Aditya Mehta)‏ هو لاعب سنوكر هندي، ولد في 31 أكتوبر 1985 في ماهاراشترا في الهند.

## روابط خارجية
- أديتيا ميهتا على موقع CueTracker.net (الإنجليزية)
- أديتيا ميهتا على موقع بطولة العالم للسنوكر (الإنجليزية)